# Jenny Lind
Johanna Maria Lind (Estocolmo, 6 de outubro de 1820 — Herefordshire, 2 de novembro de 1887), mais conhecida como Jenny Lind, foi uma soprano sueca, também conhecida como a "Rouxinol Sueca". Uma das mais famosas cantoras do século XIX, ela ficou conhecida por suas performances em óperas por toda a Europa e por uma turnê de concertos extraordinariamente popular na América em 1850. Ela foi membra da Academia de Música Real Sueca, a partir de 1840.
Lind tornou-se famosa após sua performance como Agathe em Der Freischütz de Carl Maria von Weber em (1838). Em poucos anos, devido ao uso excessivamente descuidado de seu instrumento, ela perdeu a voz. Mas o renomado professor de canto Manuel García 'salvou' sua voz após um rigoroso período de estudos, incluso também um período inicial de 3 meses no qual ela foi totalmente proibida de cantar para deixar seu instrumento se regenerar através do repouso. Ela cantou um grande número de papéis na Suécia e norte da Europa durante a década de 1840, tornando-se a protegida de Felix Mendelssohn. Após duas temporadas aclamadas em Londres, ela anunciou que não iria mais se apresentar em óperas e iria se dedicar totalmente para o repertório de concerto, aos vinte e nove anos.
Não se sabe ao certo o motivo de tal decisão inesperada e aparentemente sem motivo, afinal Lind era extremamente elogiada não só por sua voz mas também por sua expressiva e delicada atuação, sendo várias de suas personagens operísticas altamente renomadas como grandes triunfos vocais e dramáticos, tendo como alguns dos principais destaques a sua Amina em La Sonnambula de Bellini e Alice em Robert le Diable de Meyerbeer; mas o motivo mais divulgado pela sua decisão (ainda que não historicamente comprovado) é o de que Lind, uma devota Cristã, se encontrou com um padre que disse a ela que se apresentar em óperas, ou qualquer outra arte teatral, era 'maligno'.
Em 1850, Lind foi para a América. Ela realizou 93 grandes concertos, sob a produção de seu empresário P. T. Barnum e outras por conta própria. Ela ganhou mais de US$350 mil nesses concertos, doando para caridades, principalmente para escolas na Suécia. Com seu marido, Otto Goldschmidt, ela retornou a Europa em 1852, onde ela teve três filhos e apresentou-se em concertos ocasionais por duas décadas, fixando-se na Inglaterra em 1855. A partir de 1882, por alguns anos, ela foi professora de canto no Colégio Real de Música em Londres.

## Vida e carreira

### Primeiros anos
Jenny Lind era filha ilegítima de Niclas Jonas Lind (1798-1858), escriturário, e de Anne-Marie Fellborg (1793-1856), uma professora. A mãe de Lind divorciou-se de seu primeiro marido após o adultério, mas por razões religiosos, voltou atrás em sua decisão e continuaram juntos até a morte do marido em 1834. Os pais de Lind casaram-se quando ela tinha 14 anos.
Quando Lind tinha nove anos de idade, ela foi ouvida por Mademoiselle Lundberg, a principal dançarina da Ópera Real Sueca. Lundberg, impressionada pela extraordinária voz de Lind, retornou no dia seguinte e arranjou uma audição e ajudou-a a ser admitida na escola de atuação do Teatro Dramático Real, onde ela estudou com Karl Magnus Craelius, o maestro vocal do teatro.
Lind começou a cantar quando tinha apenas dez anos. Ela teve sua crise vocal aos doze anos e parou de cantar por um período, mas acabou recuperada. Seu primeiro grande papel foi Agata em Der Freischütz de Carl Maria von Weber em 1838 na Ópera Real Sueca. Aos vinte anos ela tornou-se membro da Academia de Música Real Sueca e cantora da corte do Rei da Suécia e Noruega. Sua voz começou a ter sérios problemas por falta de técnica e treinamento, mas sua carreira foi salva pelo seu professor de canto Manuel García, com quem estudou em Paris entre 1841 e 1843. O problema em sua voz continuou e ela não pode cantar por três meses, para permitir que suas cordas vocais se recuperaram.

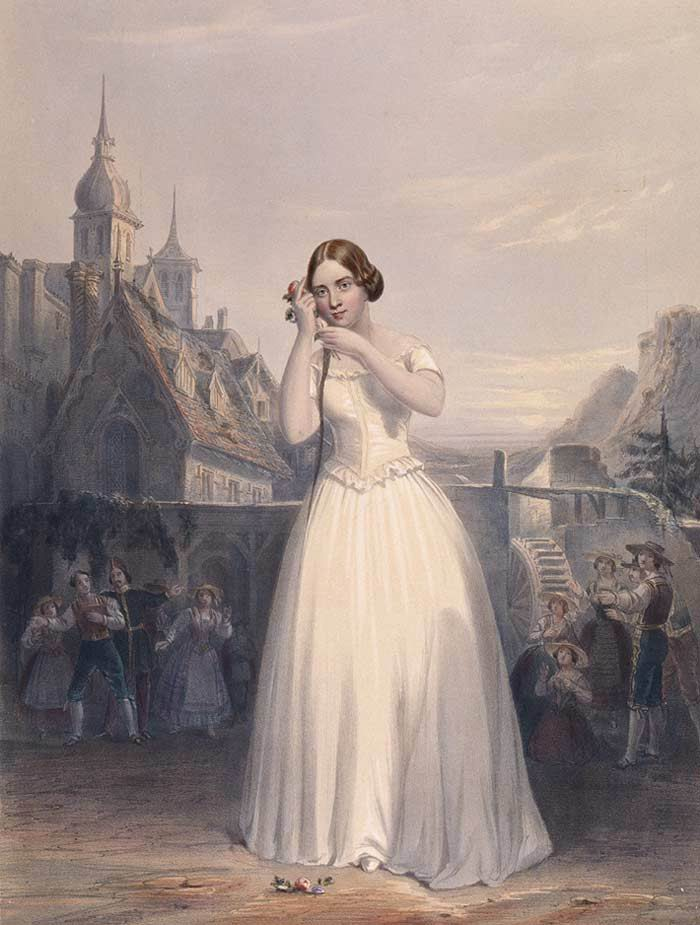
Jenny Lind como Amina na ópera italiana "La sonnambula".

Após estudar com García por um ano, o compositor Giacomo Meyerbeer, um novo e grande admirador de seu talento, arranjou uma audição para ela na Ópera Nacional de Paris, mas ela rejeitou.

### Sucessos alemão e britânico
Em dezembro de 1844, com a influência de Giacomo Meyerbeer, Lind engajou-se a cantar o papel título da ópera Norma, em Vincenzo Bellini em Berlim. Assim ela apresentou-se mais vezes em casas de ópera na Alemanha e Áustria, graças aos seus sucessos em Berlim. Outros admiradores de sua arte foram Robert Schumann, Hector Berlioz e o mais importantes deles, Felix Mendelssohn. Ele escreveu: "Jenny Lind me encanta facilmente, ela é única no que faz[...]". A obra Ein Feldlager in Schlesien de Meyerbeer (1844; composta para Lind, mas não apresentada por ela), tornou-se uma das músicas mais associadas a ela, cantando a obra em concerto inúmeras vezes. Seu repertório operístico incluía os papéis-títulos de Lucia di Lammermoor, Maria di Rohan e Norma, como também Amina em La sonnambula, Julia em La vestale, Susanna em Le nozze di Figaro, Adina em L'elisir d'amore e Alice em Robert le diable. Foi nessa época em que ficou conhecido como "Rouxinol Sueco". Em dezembro de 1845, o dia após sua estreia no Gewandhaus em Leipzig, sob a batuta de Mendelssohn, ela cantou sem pagamento em um concerto de caridade. Sua devoção e generosidade para caridade a fizeram lembrada e famosa internacionalmente.
Após o sucesso da temporada em Viena, onde ela foi aclamada pela Família Imperial, Lind viajou para Londres em 1847, onde sua primeira performance, no Teatro Sua Majestade em 4 de maio, teve a presença pela Rainha Vitória do Reino Unido.
Em Londres, a amizade de Lind com Mendelssohn continuou. Havia uma forte especulação de que eles teriam uma relação a mais que uma amizade, mas nenhuma evidência conclusiva foi publicada para provar essa suposição. Mendelssohn trabalhou com Lind em diversas ocasiões e escreveu o início da ópera Lorelei para ela e incluíu a nota Fá Bemol no oratório Elijah pois estava com a voz de Lind em mente.
Em julho de 1847, Lind foi estrela na estreia mundial da ópera I masnadieri de Giuseppe Verdi no Teatro Sua Majestade, sob a batuta do próprio compositor. Quatro meses depois, ela foi devastada pela prematura morte de Mendelssohn, em novembro de 1847. Ela não sentiu-se capaz de cantar a parte para soprano de Elijah, escrita para ela. Ela finalmente cantou a performance no Exeter Hall em Londres, no fim de 1848, onde arrecadou mil libras para um fundo de estudantes musicais; essa foi a primeira performance dela em oratório em sua carreira..
Durante seus dois anos que ela ficou em Londres, Lind apareceu em um grande número de óperas. No começo de 1849, ela com seus vinte anos, anunciou sua permanente aposentadoria da ópera. Sua última performance operística foi em 10 de maio de 1849 em Robert le diable. A Rainha Vitória do Reino Unido e outros membros da Família Real Britânica estavam presentes.

### Turnê norte-americana
Em 1849, Lind foi convidada a fazer uma turnê americana pelo seu empresário P.T. Barnum, com um propósito de ficar nos Estados Unidos por mais de um ano.
Junto com o suporte do barítono Giovanni Belletti e do pianista, arranjador e maestro Julius Benedict, seu colega de Londres, Lind chegou nos Estados Unidos em setembro de 1850. Pelos conselhos publicitários de Barnum, ela tornou-se uma celebridade antes mesmo de chegar nos Estados Unidos e foi recebida com euforia. Todos os tickets para seus concertos foram rapidamente vendidos. O entusiasmo do público foi tão forte que a imprensa americana a chamou de "mania de Lind".
Após Nova Iorque, Lind fez turnê pela costa leste dos Estados Unidos, com sucesso contínuo e acabou em Cuba, no Sul dos Estados Unidos e Canadá. No início de 1851, Lind começou a sentir um desconforto com o marketing da turnê de Barnum. Ela continuou a turnê por aproximadamente um ano, sob as ordens do empresário, até maio de 1852. Benedict deixou a turnê em 1851 para retornar a Inglaterra e Lind convidou Otto Goldschmidt para substituí-lo como pianista e maestro. Ao fim da turnê, Lind e Goldschmidt se casaram, no dia 5 de fevereiro de 1852 em Boston. Ela então recebeu o nome de "Jenny Lind-Goldschmidt" privadamente e profissionalmente.
Dos 93 concertos que Lind fez sob as ordens de Barnum, ela lucrou US$350.000 e ele US$500.000.